# Gullfoss
Gullfoss (dall'islandese: gull "dorato" e foss "cascata") è una delle più note cascate dell'Islanda sud-occidentale, lungo il percorso del fiume Hvítá nel Haukadalur.

## Descrizione
La portata media è di circa 140 m³/s in estate e 80 m³/s in inverno. Le acque tumultuose del fiume Hvítá compiono due salti di 11m e 21m di altezza, con orientazione relativa di circa 45°, e proseguono in una stretta e profonda gola che si apre nell'altopiano.
Gullfoss, soprannominata spesso "la regina di tutte le cascate islandesi" per la teatralità, la bellezza e i giochi di luce del suo doppio salto, è situata relativamente vicino alla capitale Reykjavík (120 km circa) e fa parte assieme al Þingvellir e i vicini geyser (Geysir e Strokkur) del cosiddetto Cerchio d'Oro, l'insieme di attrazioni naturalistiche più note e visitate d'Islanda. Grazie ad una rete di sentieri la cascata è raggiungibile con la massima sicurezza nella parte superiore e in quella frontale.
All'inizio del XX secolo una società inglese era intenzionata all'acquisto della cascata per costruirvi una diga per alimentare una centrale idroelettrica.
Una contadina del posto (Sigríður Tómasdóttir) della fattoria Brattholt, alla quale apparteneva la cascata, si oppose con successo a tale operazione industriale
(a tale causa lavorò l'allora giovane avvocato e poi primo presidente della repubblica Sveinn Björnsson). Infatti ella minacciò di buttarsi nella cascata nel caso il governo islandese approvasse il progetto della diga. In realtà la causa fu vinta dalla società inglese, ma la diga non venne mai costruita per rinuncia da parte della società stessa. Nelle vicinanze della cascata è stato costruito un monumento per ricordo della coraggiosa contadina.

## Galleria d'immagini

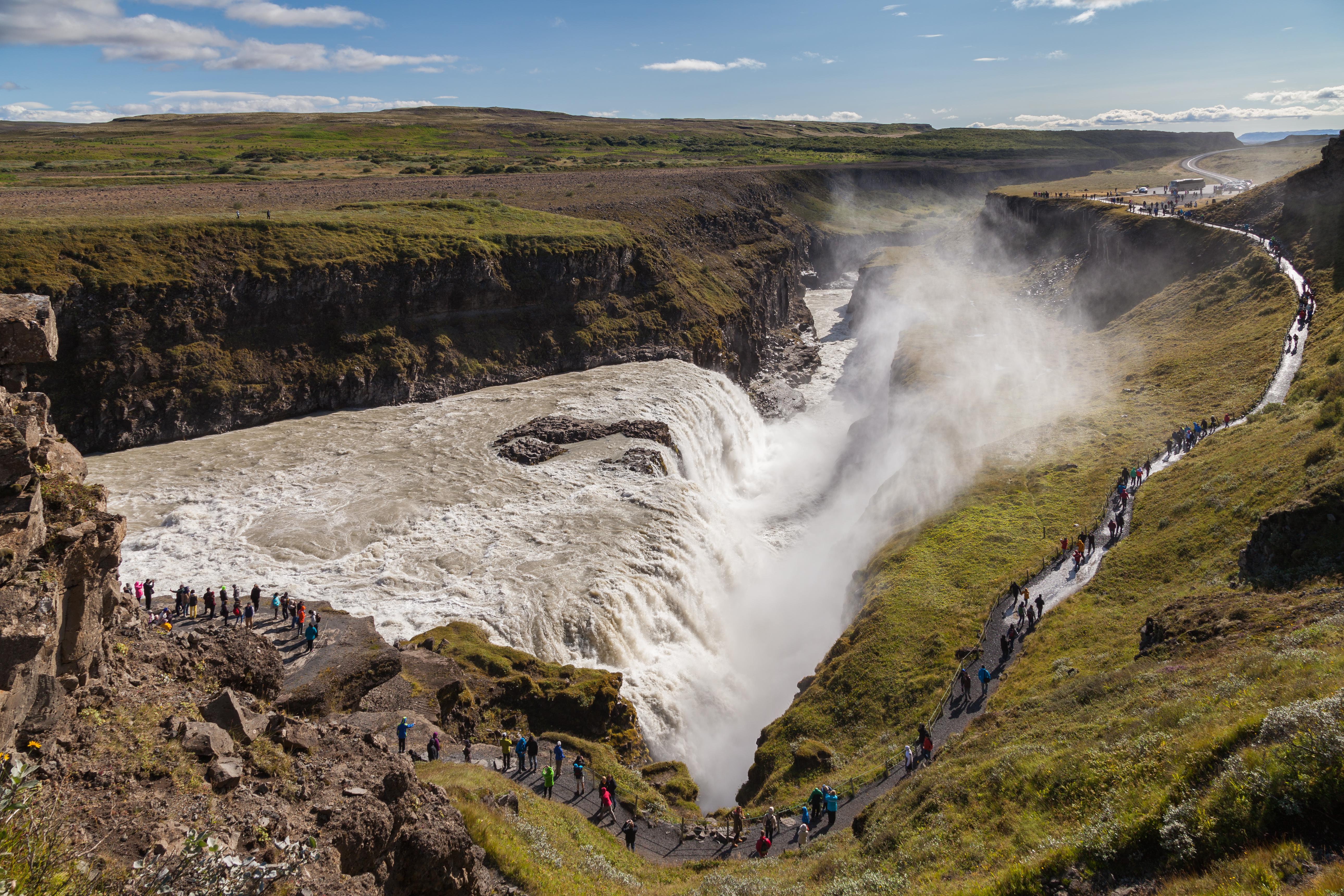
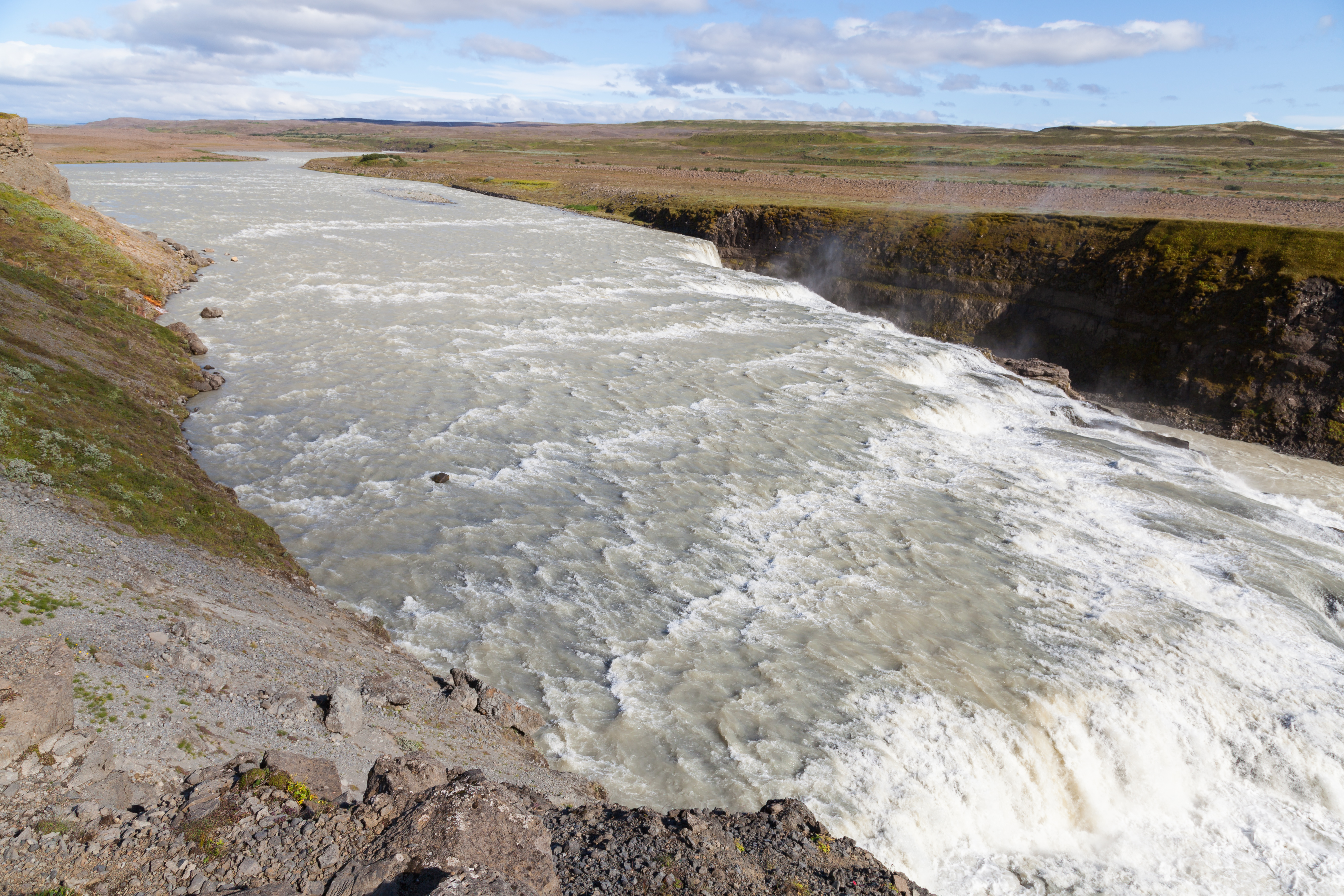
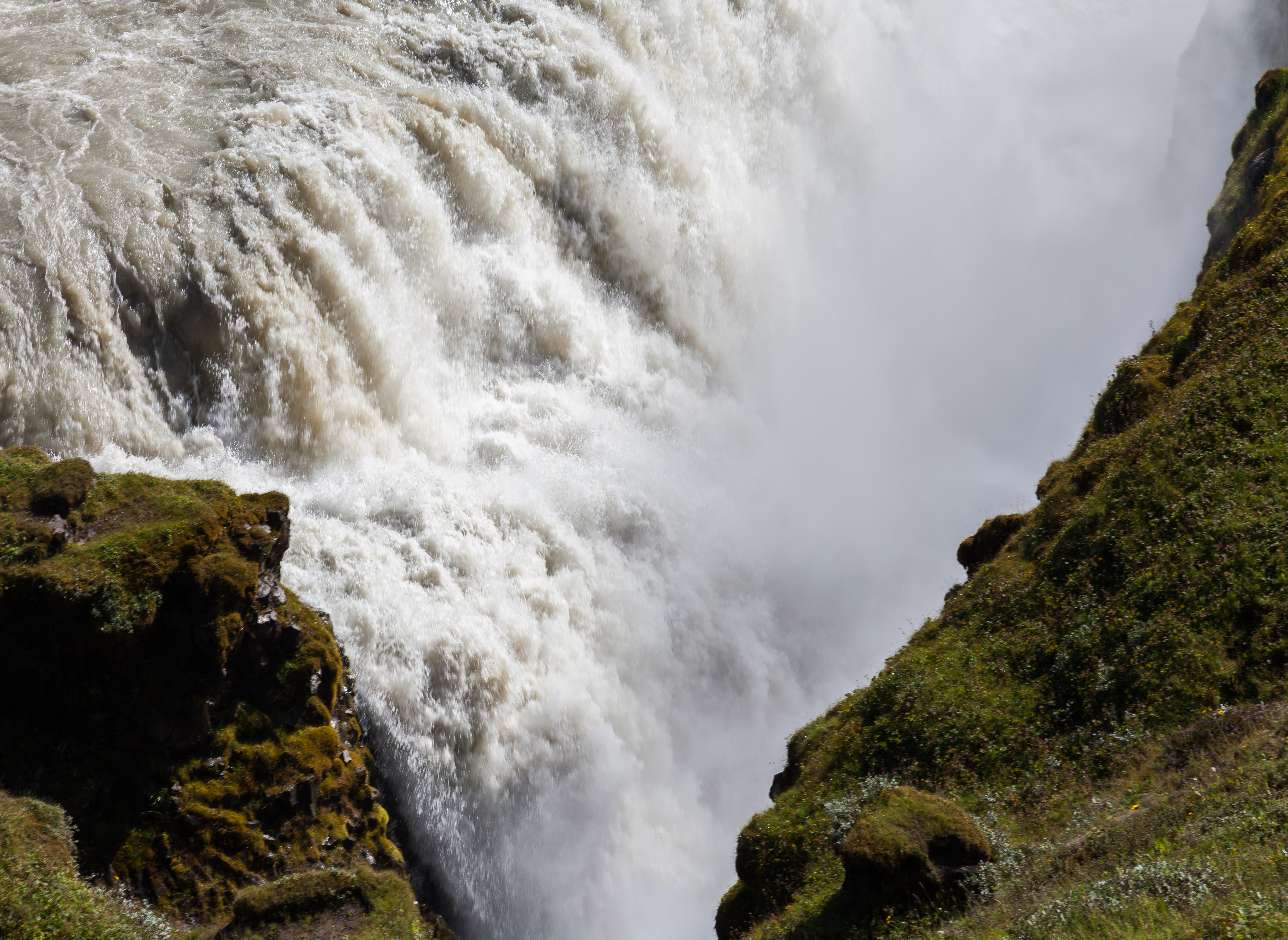
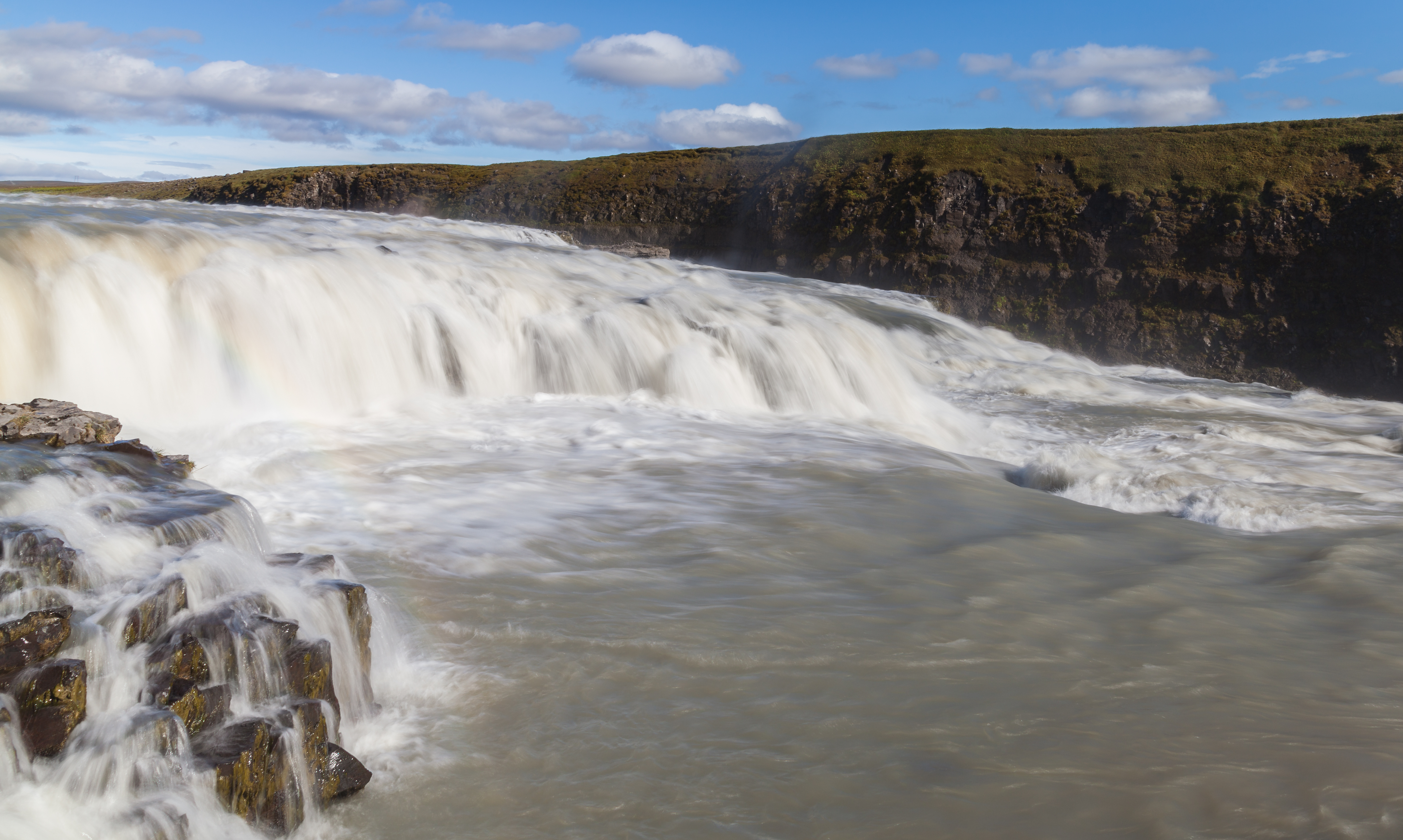
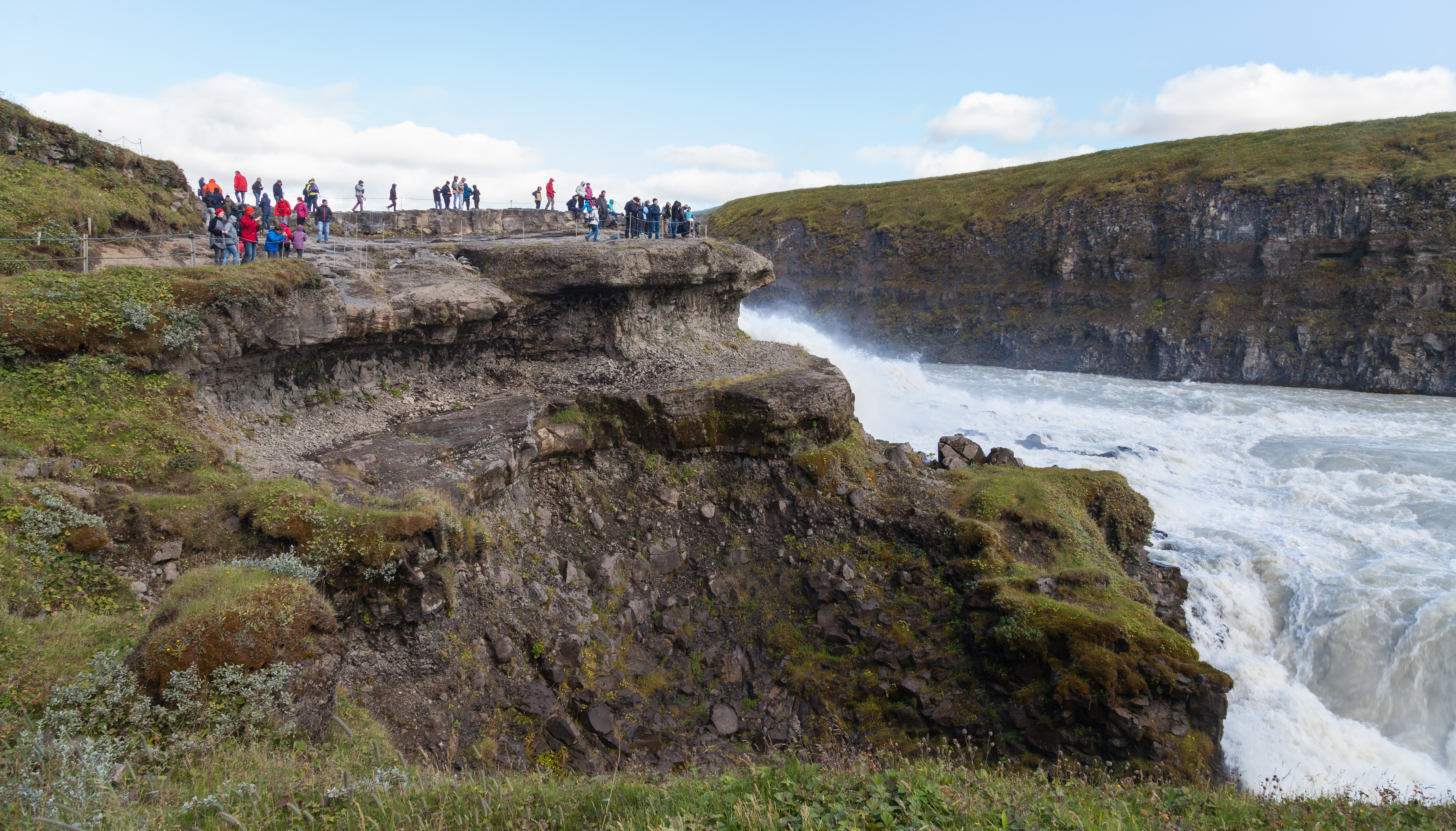
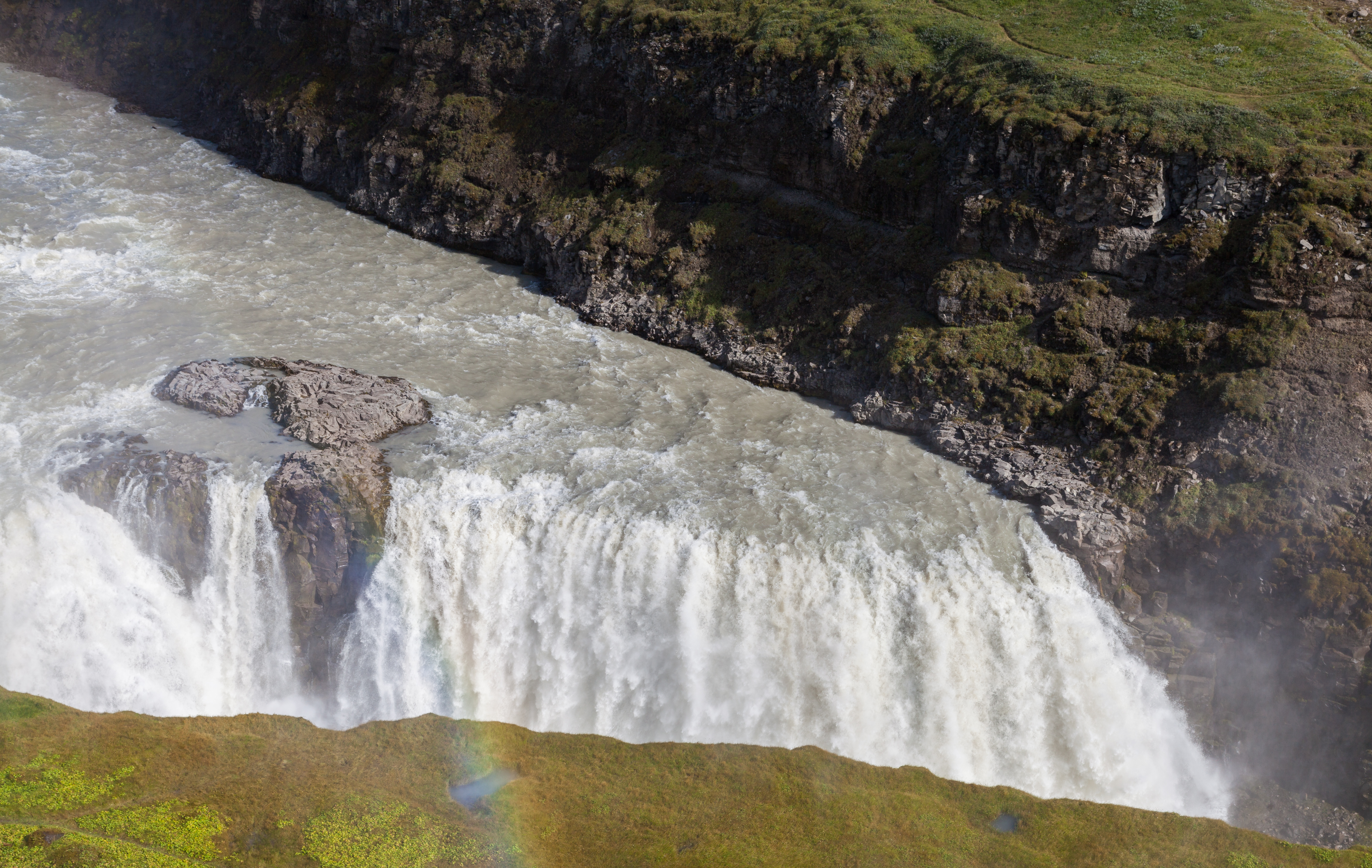